# CSS Nashville (1864)

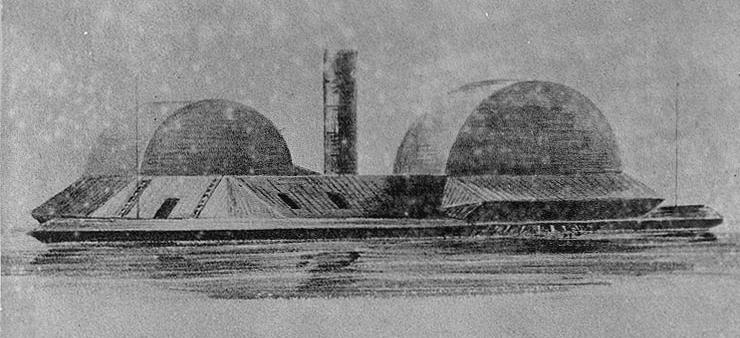
Броненосець "Nashville"

CSS Nashville був великим колісним паровим казематним броненосцем, побудованим конфедератами наприкінці Громадянській війни у США. 

## Опис
Корабель мав довжину 82,6 метрів, бімс - 19,05 метрів і осадку 3,3 метри. Гребні колеса приводились у рух двома двигунами. Корабель був озброєний трьома семидюймовими (178 мм) нарізними дульнозарядними гарматами та 24 фунтовою гаубицею. 

## Будівництво та кар'єра
"Nashville" був закладений у Монтгомері, Алабама завдяки наявності там парових двигунів для річкових кораблів.  Спущений на воду у середині 1863 року, "Нашвілл" був доставлений в Мобіл, Алабама, де добудований у 1864 році.  Частина  броні корабля отримали з несправного CSS Baltic. Першим капітаном став лейтенант Чарльз Карролл Сіммс. 
ще у процесі добудови броненосець взяв участь у битві за Mobile Bay 5 серпня 1864 року.  Він допоміг відбити нападу на Спейніш-Форт, штат Алабама 27 березня 1865 року, підтримуючи командувача Конфедерації Рендалла Л. Гібсона, поки його не змусили відступити батареї Федерації, а також обстрілював федеральні війська біля Форту Блаклі 2 квітня 1865 року.  Кораблі відступили до річки Томбібі через 10 днів після здачі Мобілу.  Разом з іншими кораблями броненосець здався у Нанна Нубба, Алабама 10 травня 1865 року. 
Хоча так до кінця не добудований, корабель мав потужне бронювання, з потрійною 2-дюймовою обшивкою навколо рубки. Водночас будівники корабля могли переоцінити міцність її корпусу.  Контр-адмірал США Генрі К. Thatcher, написав 30 червня 1865 року, після огляду броненосця - «Його корпус деформувався на час здачі і  не був досить міцним, щоб витримати вагу повної броні.» Адмірал був упевнений, що "він не вижив би під час переходу морем". 
Після здачі "Нашвілл" залишався без використання до 22 листопада 1867 року, коли корабель продали на метал у Новий Орлеан, Луїзіана. Броня корабля була знята раніше для повторного використання в інших кораблях. 